# Rhyssemorphus mocquerysi
Rhyssemorphus mocquerysi är en skalbaggsart som beskrevs av Clouet 1900. Rhyssemorphus mocquerysi ingår i släktet Rhyssemorphus och familjen Aphodiidae. Inga underarter finns listade i Catalogue of Life.